# Medleri, Ranibennur
Medleri là một làng thuộc tehsil Ranibennur, huyện Haveri, bang Karnataka, Ấn Độ.